# Angerstorf
Angerstorf ist ein Gemeindeteil des Marktes Wurmannsquick im niederbayerischen Landkreis Rottal-Inn.

## Geographie

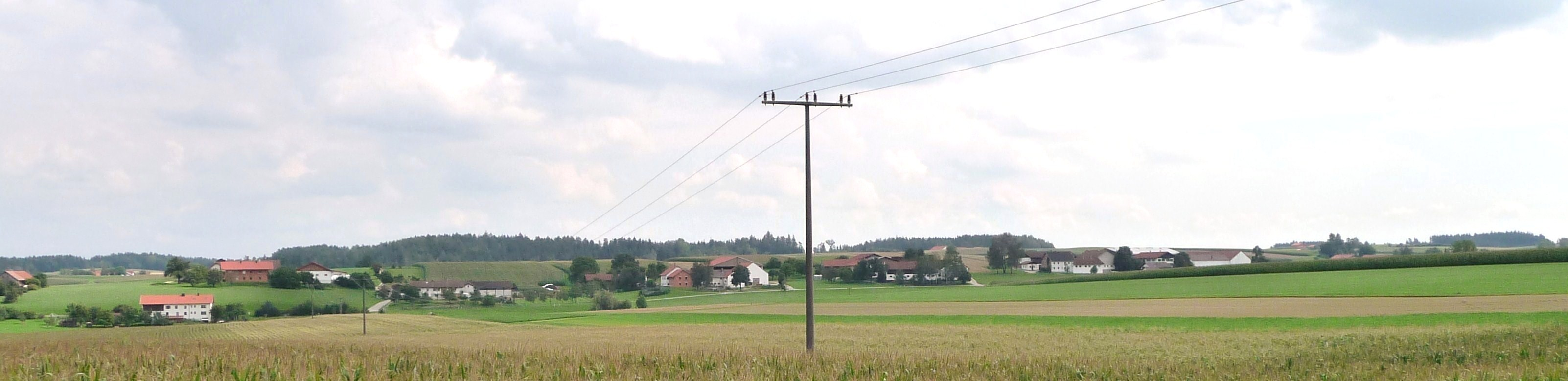
Blick auf das Waldhufendorf Angerstorf

Das Dorf liegt im niederbayerischen Hügelland südöstlich von Eggenfelden neben der Bundesstraße 20 langgezogen an der Straße nach Lohbruck.

## Geschichte
Gegründet wurde das Waldhufendorf wie das ähnlich gestaltete Langeneck vermutlich von der Herrschaft Gern bei Eggenfelden im 16. oder 17. Jahrhundert.
Bis zur Gebietsreform in Bayern gehörte Angerstorf zur Gemeinde Lohbruck.